# Aceite de argán
El aceite de argán (también argán o erguén) es un aceite comestible que se obtiene mediante presión de las semillas maduras de la baya del árbol de argán (Argania spinosa). Es un aceite comestible relativamente caro con sabor a nuez. El aceite de argán se utiliza tanto en gastronomía como en cosmética, así como en el cuidado del cabello.
El árbol del argán es endémico de Marruecos; más concretamente, se encuentra en la región de Arganeraie que fue establecida como reserva de la Biosfera en 1998 por la UNESCO. Esto fue precedido por proyectos para la preservación de la agricultura tradicional, la extracción de aceite artesanal y la preservación de la cultura de los bereberes en el contexto del árbol de argán, encargado por la familia real marroquí y llevado a cabo por la sociedad de asistencia para el desarrollo alemana GTZ. El conocimiento y las prácticas de siglos de antigüedad para el uso del árbol y sus frutos fueron en noviembre de 2014 reconocidos como patrimonio cultural inmaterial de la humanidad.

## La producción de aceite de argán en la forma tradicional
El secado de los frutos recogidos del árbol cuando está maduros en verano (dependiendo de la altura y el periodo maduración en julio / agosto / septiembre) tradicionalmente generalmente efectuado por las mujeres recogidos con la mano desde el suelo, ya que a causa de las muchas espinas y los densos ramajes no puede ser golpeado desde abajo del árbol.
La recogida y tratamiento de los frutos de argán ha sido siempre el trabajo de las mujeres. La recogida de los frutos (anteriormente en cestas o bolsas tejidas en bolsas de hojas de palma ) y transporte (anteriormente también con el uso de carros tirados por burros etc.) y almacenados en la casa hasta el inicio del tratamiento. En esto, los frutos defectuosos y podridos son retirados para machacar los sanos y obtener la pulpa. Los frutos se colocan con la ayuda de dos piedras donde se golpean hasta obtener una pasta. Las semillas duras contenidas en los frutos se retiran y son tostadas. 
A continuación, las almendras, se trituran manualmente en un molino de piedra o metal. Con la adición de agua hervida, el puré de almendras recuperado como una suspensión que se agita y se amasa hasta que el aceite sale del conglomerado en un pequeño goteo.
En la calcinación de las semillas se producen características sustancias aromáticas, algo parecido a lo que ocurre con las semillas en la producción de aceite de semilla de calabaza. Por otra parte, se reducen las sustancias amargas. Pero también hay comercialmente disponible aceite de semillas sin tostar.
La pulpa que se exprime y se queda seca y así mismo las cáscaras de las semillas se utilizan principalmente como combustible para uso doméstico en el horno; la torta seca se utiliza como alimento para las cabras.
El prensado a mano para la obtención del aceite de argán es más laborioso y se tarda más tiempo que en la producción por medio de máquinas de prensado. Para obtener un litro de aceite de argán prensado a mano se requiere alrededor de dos días de trabajo. El uso de frutos es significativamente más alto; para producir un litro son necesarios unos 30 kilos de frutos, por lo que la cosecha de los árboles está en proporción 4-5. Esto explica el precio relativamente alto. Dado que las cooperativas de UCFA ( Unión de Cooperativas des Femmes de l'Arganeraie ) trabajan para su propia comercialización, el valor de su trabajo son unos ingresos muy apreciados por las mujeres.

## La cosecha mecánica y procesamiento
En las plantaciones sobre todo en la cosecha mecánica se usa una máquina vibradora que mueve el árbol para desprender los frutos. Los frutos caen entonces en una red estructurada y completa, donde pueden ser fácilmente recogidos. El proceso de secado final, el descascarillado de las semillas y la presión tendrá lugar entonces en las fábricas.
En la década de 1990, se inició en Marruecos la industrialización del procesado del aceite de argán. En las fábricas de Casablanca y Agadir, el aceite se extrae de las almendras de argán. Después de todo, este proceso representa para muchas familias una importante pérdida de ingresos a causa de que las mujeres en las zonas rurales eran las encargadas de la producción de aceite por extracción manual. 
El gobierno marroquí posteriormente ha establecido la subvención del UCFA. En esta organización, alrededor de 22 cooperativas proporcionan trabajo a más de 1000 mujeres que siguen haciendo el tradicional método de obtención del aceite de argán prensado a mano. A partir de las ventas del aceite, pueden vivir los miembros de alrededor de 6000 familias en los pueblos rurales y siguen siendo las asociaciones familiares las que permiten mantener las poblaciones de estas zonas pues no hay necesidad de emigrar para trabajar en las fábricas urbanas. 
Con el descubrimiento del aceite de argán para la industria cosmética, como parte de artículos de higiene personal, también se ha creado una demanda a largo plazo para los productos de las cooperativas.
El impacto del aumento de la demanda y las consecuencias sociales de aceite de argán industrial de prensado por máquinas, así como el movimiento de las contramedidas de las cooperativas de mujeres están reflejados en un estudio realizado en mayo de 2006 llevado a cabo por la GTZ.

## La extracción con disolventes
Para laboratorio o para fines industriales la extracción es el método más común; a menudo es realizada con disolventes volátiles, lipófilos. Después el disolvente se evapora para obtener un 50 - 55 % de aceite. 
Debido a las desfavorables características organolépticas del aceite, este tipo de recuperación de aceite se utiliza solamente para fines cosméticos. El aceite obtenido por extracción con disolvente se ve disminuido por una breve destilación. A presión reducida y una temperatura de 270 °C para el llamado "aceite de argán enriquecido", que también se utiliza en cosmética. El resultado de este proceso es un aceite que es tres veces más insaponificable, contiene composiciones similares como el aceite producido por prensado.

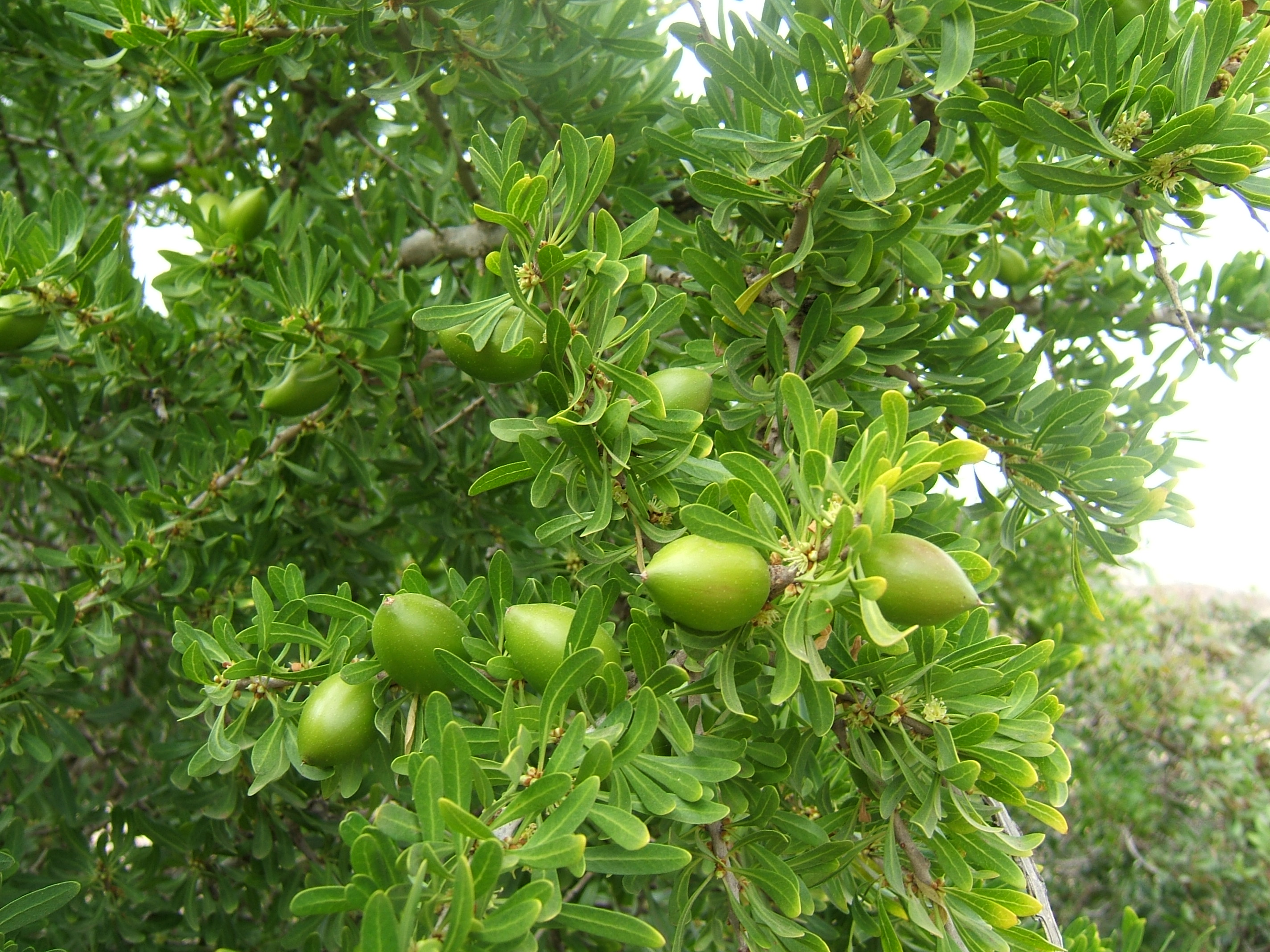
Frutos inmaduros de Argán en el árbol Argania spinosa.
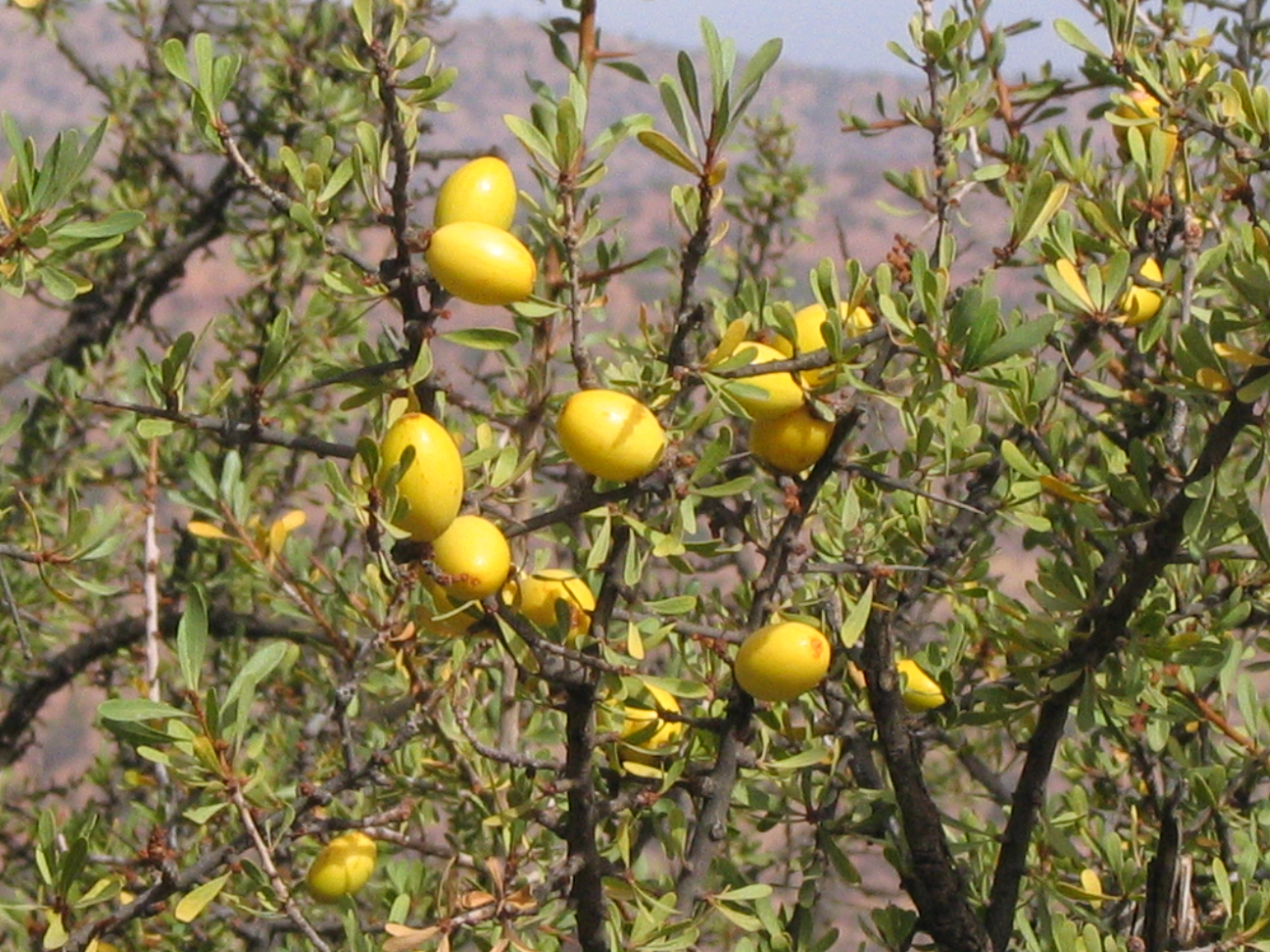
Frutos maduros listos para su recogida.
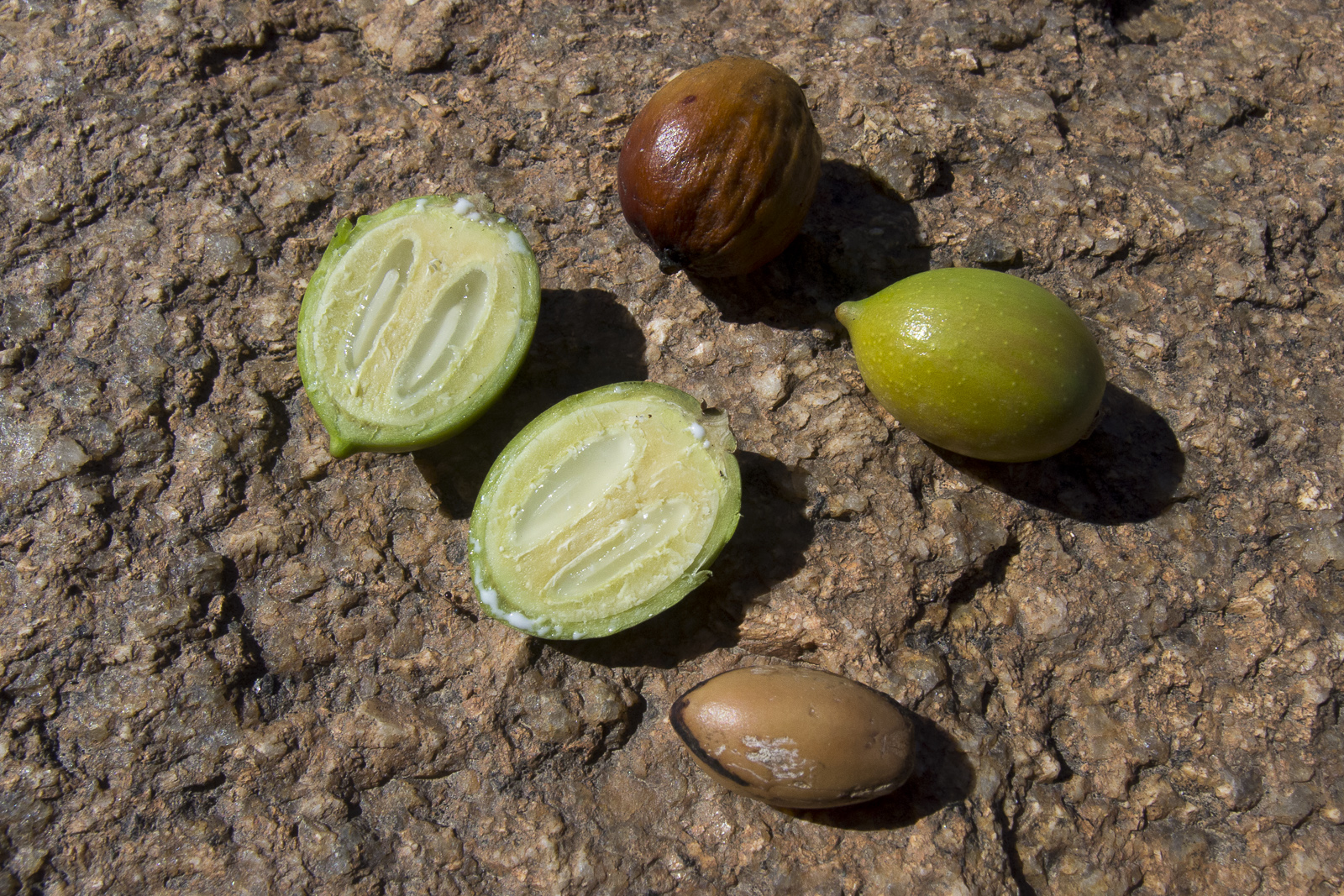
Frutos en corte transversal.
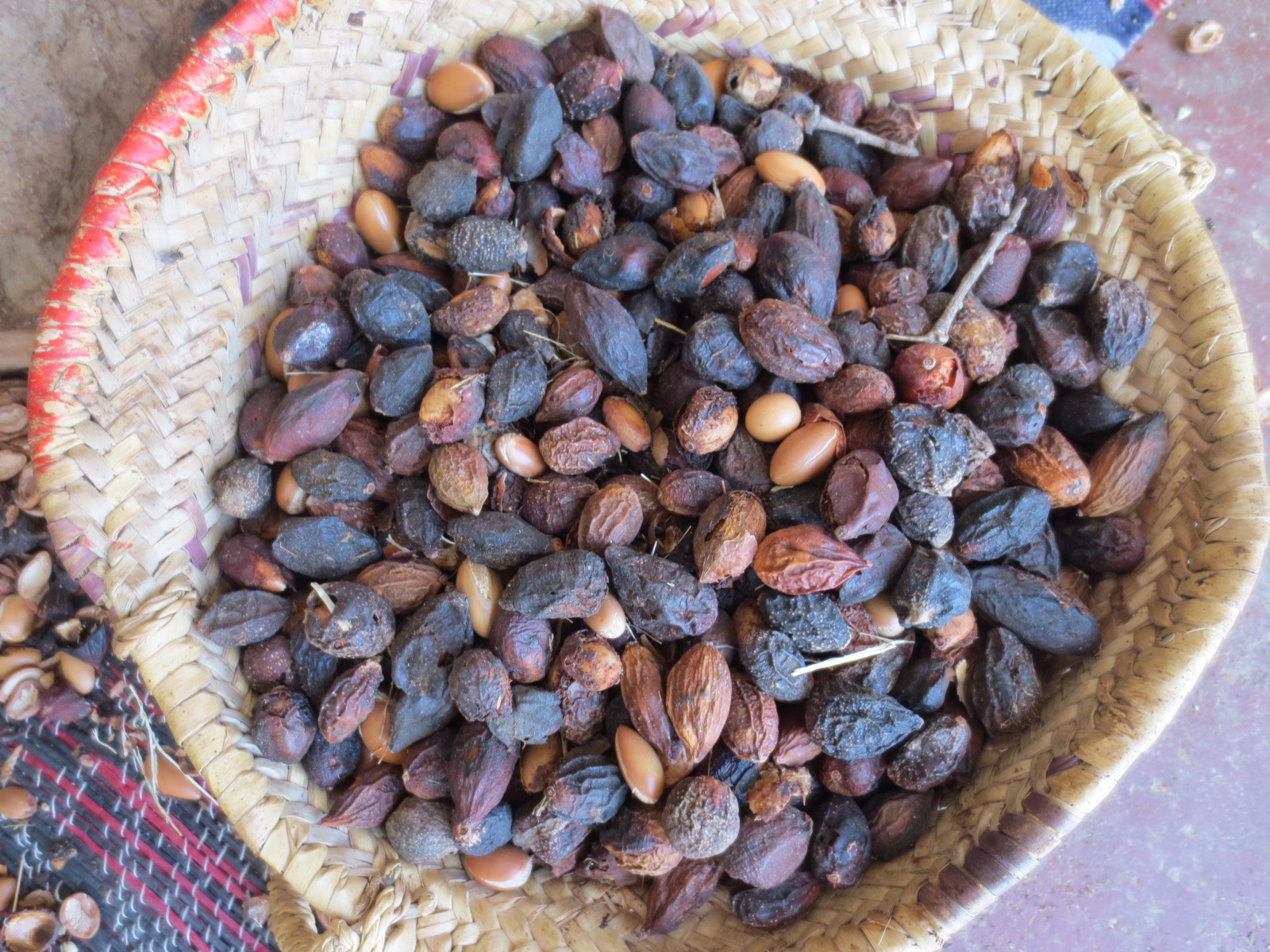
Frutos secos y semillas.
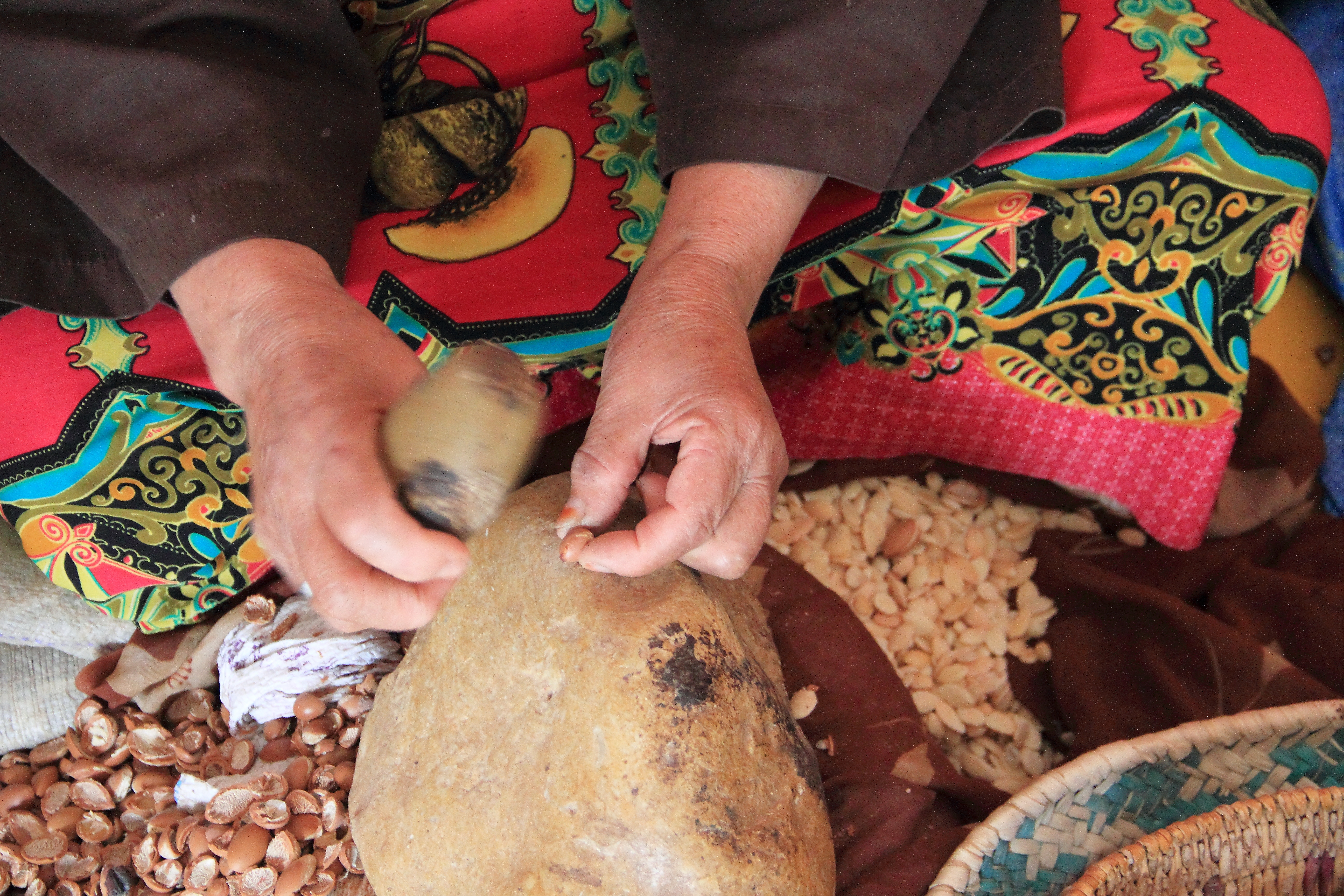
Descascarillado de las nueces de argán.
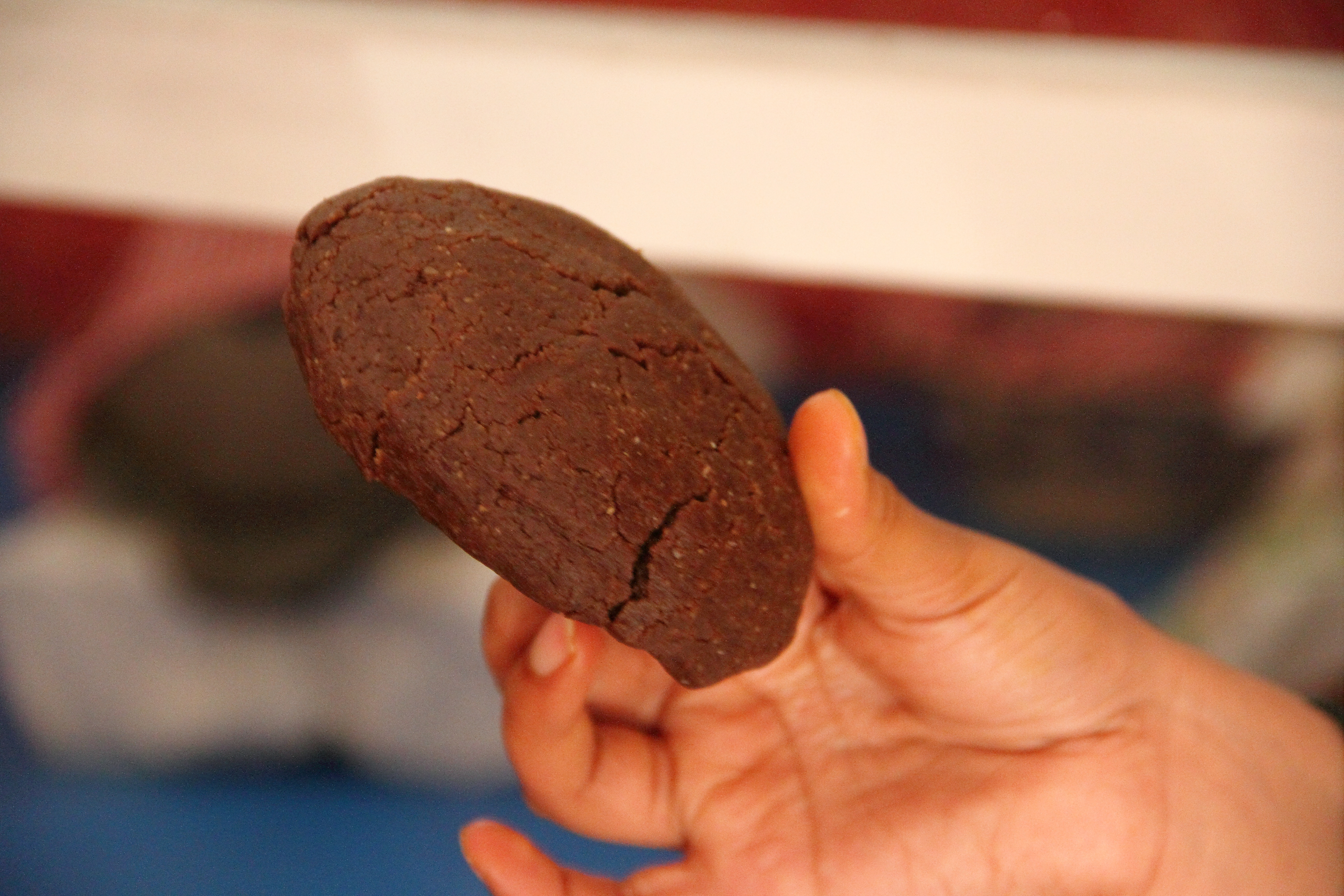
Tortas secas después de su presión.

## Composición y propiedades

En la estructura química general del aceite de argán (R 1, R 2 y R 3 son radicales alquilo de cadena larga o radicales alquenilo que tienen un número impar de átomos de carbono), la proporción de grupos alquilo es de aproximadamente el 20 %, la proporción de alquenilo sobre un 80 %.
La composición de ácidos grasos de cortes de aceite de argán es mediocre en comparación con otros aceites y es similar a la composición de ácidos grasos del aceite de cacahuete. El aceite contiene un 20 % de ácidos grasos saturados y un 80 % de ácidos grasos insaturados. Además, la relación entre los ácidos linoleico y linolénico se considera que es más bien desfavorable (340:1). Pero será particularmente saludable, una proporción de 4:1 o 5:1.
|                     | Los ácidos grasos saturados | Ácido oleico | Ácido linoleico | Ácido linolénico | Relación de ácido linoleico: linolénico |
| ------------------- | --------------------------- | ------------ | --------------- | ---------------- | --------------------------------------- |
| Aceite de argán     | 20                          | 45           | 34              | 0,1              | 340:1                                   |
| Aceite de cacahuete | 18                          | 55           | 25              | 0,1              | 250:1                                   |
| Aceite de girasol   | 11                          | 20           | 63              | 0,5              | 126:1                                   |
| Aceite de oliva     | 14                          | 70           | 8               | 0,9              | 8,9:1                                   |
| Aceite de colza     | 6,6                         | 58           | 20              | 10               | 2:1                                     |

## Los tocoferoles
En las demandas de publicidad se expone como de alto contenido de tocoferoles. El contenido real de vitamina E sustancias -activas con aproximadamente 600 mg / kg se encuentra en un lugar dentro del rango promedio. El aceite de colza tiene un contenido comparable, aceite de germen de trigo tiene un contenido mucho más alto de tocoferoles. Contenido de Gamma-tocoferol alrededor de 80% del contenido total.

## Los fitoesteroles
Los fitoesteroles son los esteroles de las plantas que el organismo humano utiliza en la formación de colesterol. El contenido medio de fitoesteroles es el aceite de argán a partir 1.3 a 2 g / kg. Para otros aceites comestibles para el hogar, el promedio es de entre 2 y 4 g / kg; el aceite de espino amarillo ha superado 10 g / kg.

## Cocina
Como aceite de cocina es el aceite de argán adecuado para mojar pan, cuscús, ensaladas y platos similares. "Amlou" , una pasta marrón espesa con una consistencia similar a la mantequilla de cacahuete se prepara moliendo almendras tostadas y aceite de argán, mezclado con un poco de miel, producido y utilizado para untar en pan.
Ya se han hecho diversas alegaciones referentes a los efectos positivos para la salud derivados del consumo de aceite de argán. Los investigadores han encontrado que la ingesta diaria de aceite de argán en comida parece probable que sea un factor que puede prevenir varios tipos de cáncer y en enfermedades cardiovasculares y la obesidad tendrá un efecto positivo. Los ácidos grasos insaturados fortalecen la mucosa intestinal y las hacen más resistentes y menos susceptibles a la enfermedad.
En 2005 fueron publicados los resultados de un estudio de intervención nutricional, con una comparativa de grasas de aceite de argán con mantequillas de procedencias animales utilizadas en la preparación de sus alimentos con un grupo de voluntarios. Se encontró que un suministro regular de aceite de argán en lugar de mantequilla puede reducir en la sangre los triglicéridos y el colesterol perjudiciales, al igual que el aceite de oliva y otros aceites vegetales.

## Cosméticos

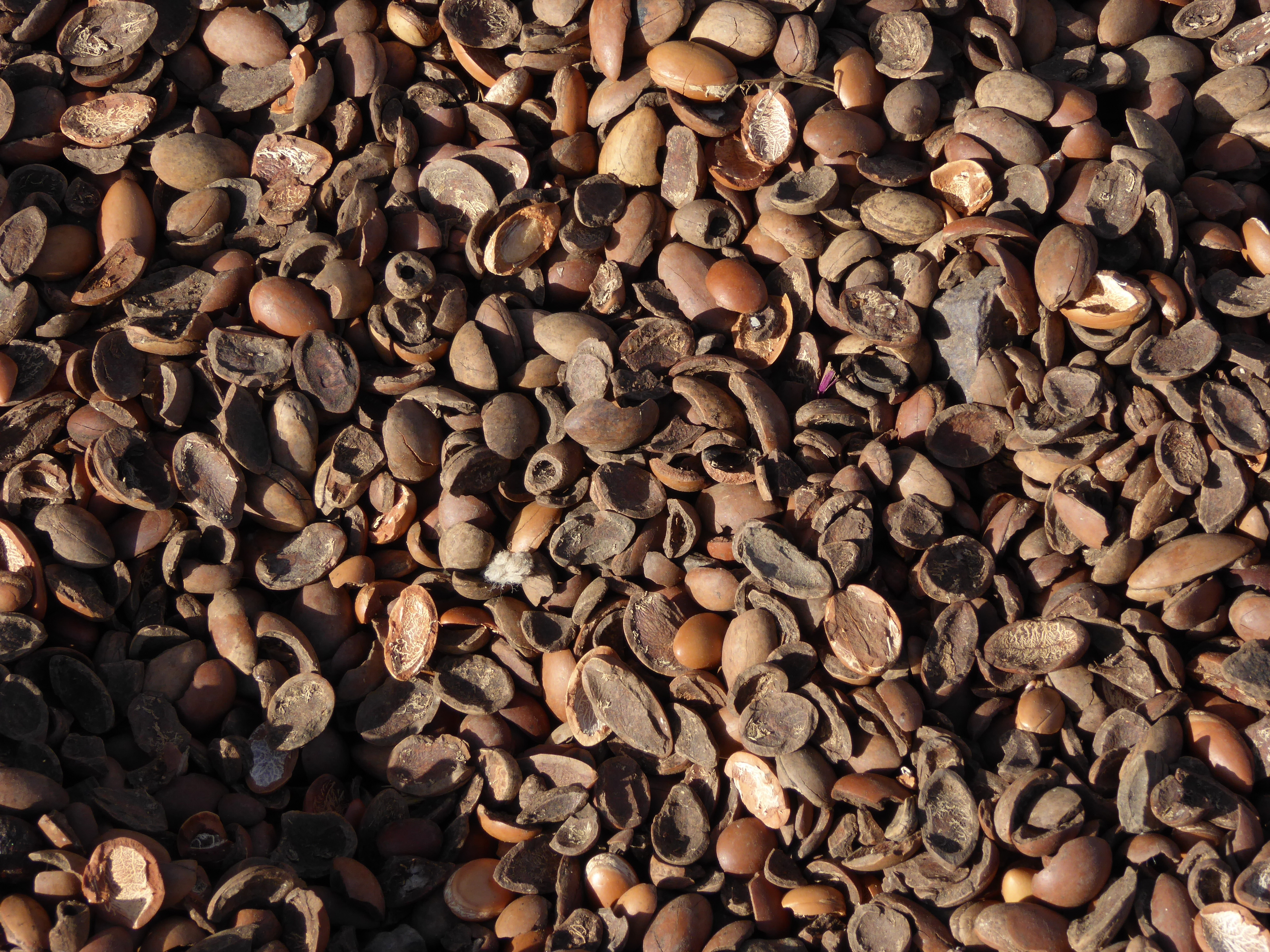
Semillas de Argan

Los marroquíes utilizan el aceite de argán no tostado para el tratamiento de enfermedades de la piel así como usada para el cuidado de la belleza de la piel y el cabello. La hidratación y propiedades antiinflamatorias ayudan a que se calme la piel escamosa, seca y propensa a la irritación. Puede tener un efecto calmante en acné y también se utiliza en la descamación de la piel y quemaduras, así como en el reumatismo.
Extraído de las semillas,  se ha convertido en un ingrediente cada vez más popular en la industria de los cosméticos internacionales desde la década de 1980. El número de productos de cuidado personal con aceite de argán para el mercado de Estados Unidos aumentó de 2 en 2007 a más de 100 en 2011. 
La creciente popularidad de aceite de argán hizo que el gobierno marroquí planificara un aumento de la producción con el objetivo para el año 2020 de aumentar el rendimiento anual desde 2500 toneladas iniciales hasta las 4000 toneladas previstas.

## Las críticas a la comercialización
La Sociedad Suiza de Nutrición (SGE) criticó el elogio acrítico:

"[...] Recientemente, [...] está anunciado intensivamente para el aceite de argán. En las revistas y en Internet, que se promociona como mucho más valioso que otros aceites. Es el poseer propiedades complementarias, par medicinas y alimentos cosméticos.

La razón dada para todo esto es a través de la "fórmula especial" del aceite de argán. Que tenga más de 80% de ácidos grasos insaturados - una tontería -, porque esto se aplica prácticamente a todos los aceites vegetales. Además, la proporción de ácido linoleico y ácido oleico significativamente mayor que en el aceite de oliva. El aceite de argán contiene ácido linoleico alrededor del 36%, y en aceite de oliva 10%. En cuanto a la afirmación es en cierta manera. Cuando el ácido oleico, sin embargo, está muy exagerado, si no engañado deliberadamente. El aceite de argán contiene 45% de ácido oleico, sin embargo, el ácido mucho más barato de oliva 71% de ácido oleico, es decir, una proporción significativamente mayor de ácidos grasos monoinsaturados más sanos. 
Para una evaluación nutricional completa de un aceite tal información, pero no lo suficiente. En particular, los poliinsaturados ácidos grasos deben ser examinados más de cerca. Desde cortes de aceite de argán no de manera óptima. Contiene un exceso sustancial de ácido linoleico y, en consecuencia una pequeña proporción de tal ácido alfa-linolénico .
 
Otros reconocimientos por el aceite de argán relacionados con el alto contenido presuntamente incomparable de sustancias activas antioxidantes. A pesar de las cifras que se muestran pueden ser correctas, pero están en comparación deliberadamente engañosas. La vitamina E contenida en el aceite de argán (620 mg / kg) z. B. del aceite de oliva (320 mg / kg) en su lugar así como en el aceite de germen de trigo (1950 mg / kg) en comparación. Otro ejemplo: El contenido de flavonoides se expresa con 56 mg / kg. Que el vino tinto por decilitro ya contiene varios cientos de miligramos, es claro que no se ha mencionado.
 
El aceite de argán no tiene más valor que otros aceites vegetales. Muchas alabanzas son falsas o engañosas. Su terrible precio de alrededor de CHF 100.- por litro, es, al menos, por razones de salud, no vale la pena ".